# Julius Jr.
A Julius Jr. 2013-tól futó kanadai televíziós rajzfilmsorozat. 2013. szeptember 29-től 2015. augusztus 9-ig a Nick Jr. vetítette.
A sorozat főszereplője, Julius Jr. egy majom, aki szeret dolgokat feltalálni. Barátai Worry Bear, Sheree, Clancy és Ping. Egy kartondobozból építenek maguknak egy játszóházat, amiben a hétköznapi tárgyak varázslatos módon életre kelnek.
A sorozat a Paul Frank cég karakterein alapul. A második évadot 2014. május 3-án mutatták be. Az utolsó epizód 2015. augusztus 9-én volt.

## Fordítás
- Ez a szócikk részben vagy egészben  a   Julius Jr. című angol Wikipédia-szócikk ezen változatának fordításán alapul.  Az eredeti cikk szerkesztőit annak laptörténete sorolja fel. Ez a jelzés csupán a megfogalmazás eredetét és a szerzői jogokat jelzi, nem szolgál a cikkben szereplő információk forrásmegjelöléseként.